# Jon Evans
 (novembre 2017).
Si vous disposez d'ouvrages ou d'articles de référence ou si vous connaissez des sites web de qualité traitant du thème abordé ici, merci de compléter l'article en donnant les références utiles à sa vérifiabilité et en les liant à la section « Notes et références ».
Pour les articles homonymes, voir Evans.
Jon Evans, né le 11 avril 1973 à Waterloo, en Ontario, au Canada, est un écrivain et un journaliste canadien, auteur de roman policier.

## Biographie
Il fait des études supérieures en génie électrique à l'université de Waterloo.
Comme journaliste spécialisé en sciences, il publie des articles dans de nombreux magazines et journaux, dont New Scientist, The Times of India, Wired, The Globe and Mail et The Guardian, et assure une chronique hebdomadaire du TechCrunch.
En 2004, il publie son premier roman Dark Places avec lequel il est lauréat du prix Arthur-Ellis 2005 du meilleur premier roman.

## Œuvre

### Romans
- Dark Places (2004), autre titre Trail of the Dead
- The Blood Price (2004)
- Invisible Armies (2006)
- The Night of Knives (2007)
- Beasts of New York (2011)
- Swarm (2012)

### Roman graphique
- The Executor (2010), dessins de Andrea Mutti

### Récit de voyage
- No Fixed Address (2015)

## Prix et distinctions

### Prix
- Prix Arthur-Ellis 2005 du meilleur premier roman pour Dark Places[1]